# Lebrija (Weinbaugebiet)
Lebrija ist ein kleines, seit 2009 bestehendes Weinbaugebiet in der Umgebung der andalusischen Stadt Lebrija im Süden der Provinz Sevilla.

## Herkunftsbezeichnung
Trotz des geringen Produktionsumfangs trägt der Wein die mittelhohe spanische Qualitätsstufe Vino de Calidad (kurz VC; spanisch für Qualitätswein), was im europäischen System der Herkunftsbezeichnungen der höchsten Stufe, nämlich der geschützten Ursprungsbezeichnung (kurz g.U.; spanisch Denominación de Origen Protegida, kurz DOP), entspricht.
Es müssen diverse Qualitätsanforderungen an Anbau und Herstellung erfüllt werden, damit Weine die Herkunftsbezeichnung Vino de Calidad de Lebrija tragen dürfen. Außerdem muss die gesamte Produktion im Gebiet der zwei Gemeinden Lebrija und El Cuervo stattfinden.

## Weine
Als Rebsorten sind bei den weißen Trauben insbesondere Palomino und Palomino Fino (Synonym für Palomino) im Anbau. Aber auch Moscatel de Alejandría und Sauvignon Blanc sind zugelassen. Bei den roten Rebsorten sind Cabernet Sauvignon, Syrah, Tempranillo, Merlot, Petit Verdot und Tintilla de Rota zugelassen.
Unter den vertriebenen Weinprodukten waren in der Saison 2020/2021 vor allem weiße Likörweine sowie zu einem geringeren Teil Rotweine. Neben süß oder trocken ausgebauten Likörweinen sowie Rotweinen dürfen jedoch auch Weißweine und natürliche Süßweine (im Vergleich zu süßen Likörweinen hier ohne Aufspritzung) erzeugt werden.